# Rudolph Heinrich Ruete

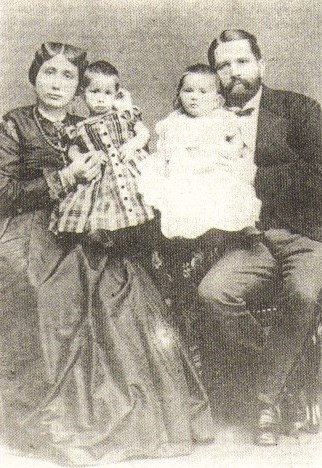
Ruete mit seiner Frau und zwei ihrer Kinder

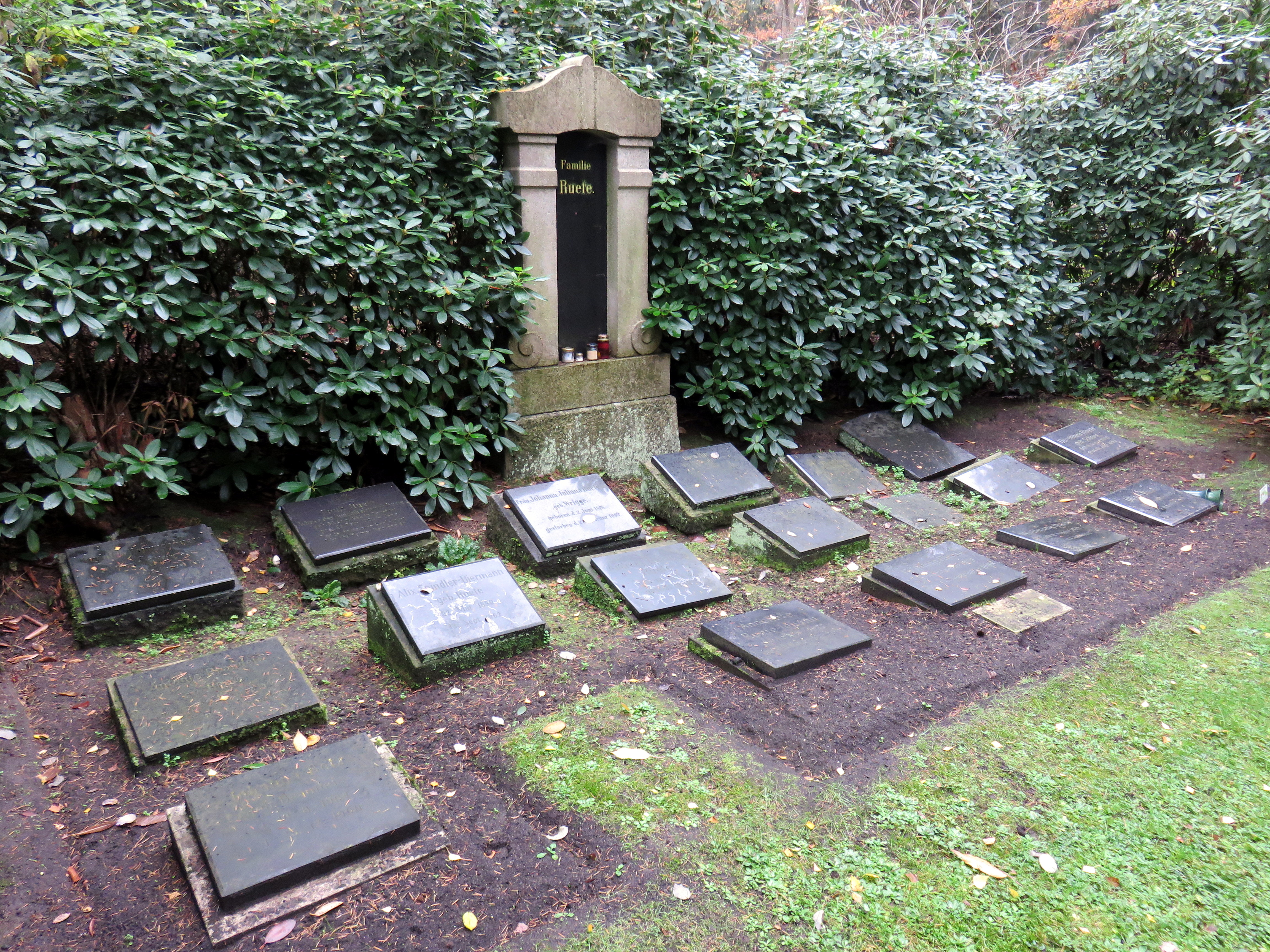
Familiengrab Ruete auf dem Friedhof Ohlsdorf

Rudolph Heinrich Ruete (* 10. März 1839 in Hamburg; † 6. August 1870 ebenda) war ein deutscher Kaufmann und Ehemann der sansibarischen Prinzessin Salme, die sich nach ihrer Taufe und Heirat Emily Ruete nannte. Sie war die Tochter einer tscherkessischen Sklavin, die die Nebenfrau des Sultans Said ibn Sultan von Oman und Sansibar geworden war.

## Leben
Ruete war als Handelsvertreter für das Hamburger Handelshaus Hansing & Co. ab 1855 zunächst in Aden tätig und ging dann nach Sansibar, wo er die Unternehmen Koll & Ruete und Ruete & Co. gründete und leitete. 
Ruetes Wohnhaus in Sansibar grenzte unmittelbar an die Wohnräume des Palastes, in denen Prinzessin Salme untergebracht war. So lernte er die Prinzessin kennen und lieben. Nachdem diese von ihm schwanger war, floh sie mit Hilfe des britischen Konsuls in das britische Aden, was zu diplomatischen Verwicklungen zwischen dem Sultanat Sansibar, Großbritannien und Deutschland führte. 
Nachdem das Paar in Aden geheiratet hatte, setzte Ruete seine Tätigkeit als Kaufmann in Hamburg fort, wo er 1870 beim Absprung von einer Pferde-Straßenbahn überfahren wurde und wenige Tage später starb.
Rudolph Heinrich Ruete wurde, wie auch später seine Frau, auf dem Friedhof Ohlsdorf in Hamburg auf der Familiengrabstätte Ruete (Kissenstein oben links) im Planquadrat U 27 an der Kapellenstraße östlich vom Lippertplatz beigesetzt.